# Miechowice Oławskie (przystanek kolejowy)
Miechowice Oławskie – nieczynny przystanek osobowy w miejscowości Miechowice Oławskie, w województwie dolnośląskim, w powiecie strzelińskim, w gminie Wiązów, w Polsce.